# Фиџи
Фиџи (енгл. Fiji, фиџ. хинд. फ़िजी, фиџ. Viti), званично Република Фиџи је острвска држава у Океанији. Званични назив је Република Фиџи. Главни град је Сува. Налази се у јужном делу Тихог океана, у појасу Меланезије, источно од Вануатуа, западно од Тонге и јужно од Тувалуа. Фиџи је архипелаг који чини 322 острва и 522 острваца. Удаљен је око 1.100 наутичких миља од Новог Зеланда.

## Географија

### Положај
Фиџи је изолована острвска група у југозападном Пацифику. Централно је место на југозападном Пацифику, на пола пута између држава Вануату и Тонга. Налази се око 2.100 km северно од Окланда на Новом Зеланду. Дужина обала износи 1.129 km. Архипелаг се састоји од 332 острва укупне површине 18.333 km². Налази се између 176° 53′ источно и 178° 12′ западно. Укупна површина територије је око 194.000 km² (од чега је 10% копно). Од 332, насељено је око 110 острва. Већина становништва је насељено на обалама острва Вити Леву, највише у граду Сува или мањим местима као што је Нади, где је туризам главна индустрија или Лаутока где се одвија већи део производње шећерне трске. Значајнији градови су и Наусори, Валеика, Ба, Тавуа, Корорвоу, Насину.
180. меридијан пролази кроз Тавеуни, али је међународна датумска граница обликована тако да цео архипелаг има уједначено време (UTC+12).

### Рељеф
Главна острва су Вити Леву (10.429 km²) и Вануа Леву (5.556 km²), која чине скоро 90% површине земље. Већина фиџијских острва су вулканског порекла, док су она мања корална. Формирана су пре око 150 милиона година, и прекрицена густим тропским шумама. Још увек постоје одређене геотермичке активности на острвима Вануа Леву и Тавеуни. На оба највећа острва постоје планински ланци (већина планина на Фиџију су угашени вулкани). Друга већа острва су Тавеуни (470 km²), Кедаву (411 km²), Гау и Коро (свако по 140 km²). Највиши врх је Томанаиви (стари назив Маунт Викторија) са 1.324 метра на острву Вити Леву, са најнижом тачком од 0 м - Пацифик.

### Клима
На Фиџију влада тропска врућа и влажна клима обично са температурама између 24 и 28 °C. У кишној сезони (новембар до априла) овде владају тропски циклони јужног Пацифика. Статистички, у 10 година, 2-3 снажна урагана нанесу велику штету Фиџију. У зимским месецима (мај до октобра) југозападни ветрови доносе хладније време. У ово доба године има пуно падавина на југоисточној обали острва Вити Леву. Преко две трећине површине Фиџија је под шумом.
Фиџи је 20. фебруара 2016. погођен ураганом Винстон, категорије 5. Ураган је разорио десетине хиљада кућа, 44 људи је изгубило живот, а укупна штета је процењена на милијарду америчких долара.

## Становништво
Становништво Фиџија (905.949) састоји се из 57% домородачког Фиџијског становништва и око 37% потомака дошљака из Индије. Од 1987. многи Индуси су напустили Фиџи. Године 1996. 58% становника се опредељивало као хришћани, 34% као хиндуси и 7% као муслимани.
На два највећа острва живи око 87% становништва. По подацима из септембра 2007. највећи градови Фиџија су: Насину (75.719), Сува (75.225), Лаутока (44.143) и Лабаса (33.397).
Званични језици су енглески, фиџијска варијанта хиндустанског језика и фиџијски - један из групе аустронежанских језика. Округло 32% становништва је млађе од 14 година. Стопа прираштаја становништва је 1,4% годишње. Због прекалоричне исхране карактеристичне су болести попут дијабетеса и срчаних обољења.
Најомиљенији спорт на Фиџију је рагби.

## Историја
Археолошки проналасци указују на чињеницу да су острва насељена од 1500. п. н. е. Миграције са приобаља јужне Кине су почеле око 3.000. године п. н. е., и преко Тајвана, Филипина и Нове Гвинеје стигле су и до Фиџија. Острва је Европљанима открио поморац Абел Тасман 1643. а Кук је до њих допловио 1774. Становништво је било мешано, са Меланежанима који су окупирали источна подручја и Полинежанима у унутрашњости острва. Први амерички бродови стигли су у 19. веку, доводећи авантуристе, трговце и хришћанске мисионаре. Комерцијални интерес за острва се јавља у 19. веку открићем сандаловине. Касније су Европљани оснивали плантаже памука, али су се сукобљавали са локалним становништвом око земље, политичког управљања и увоза радне снаге.
Све већа доступност оружја довела је до ескалације међуплеменских сукоба, што је заустављено 1874. године, када Фиџи постаје британска колонија. Од 1879. досељавају се радници из Индије који су донедавно чинили најбројнију етничку групу. 1881. архипелаг се проширује за још једно острво, Ротума, насељено Полинежанима.
Први гувернер, Артур Гордон, сарађивао је са локалним поглаварима ради очувања традиционалних начина живота. Куповину земљишта дозволио је само локалном становништву, наплаћивао је порезе у натури и задржао постојеће политичке структуре. Подстакао је раст шећерне индустрије. Због потреба индустрије, касније се доводе Индијци као радна снага, који по истеку уговора остају на острвима, тe због чега данас њихови потомци представљају значајан удео у становништву.
Фиџи добија аутономију 1966, а независност 1970. Новију историју Фиџија су обележили војни државни удари (два пута 1987, 2000, 2006).
Дана 10. априла 2009. председник Јозефа Илоило је, уместо расписивања избора, суспендовао устав, распустио уставни суд и прогласио се шефом државе.

## Административна подела
Фиџи је подељен на 4 одељка и 1 зависну територију (Ротума), одељци су даље подељени на 14 покрајина.
Зависна територија Ротума има одређени степен самоуправе.
| Одељак                    | №  | Покрајина        | Површина, км² | Становништво, (2007) | Густина насељености, стан./км² | Административни центар |
| ------------------------- | -- | ---------------- | ------------- | -------------------- | ------------------------------ | ---------------------- |
| Источни одељак            | 1  | Кандаву          | 478           | 10.167               | 21,27                          | Вунисеа                |
| Источни одељак            | 2  | Лау              | 487           | 10.683               | 21,94                          | Тубоу                  |
| Источни одељак            | 3  | Ломаивити        | 411           | 16.461               | 40,05                          | Левука                 |
| Западни одељак            | 4  | Мба              | 2.634         | 231.760              | 87,99                          | Мба                    |
| Западни одељак            | 5  | Нандронга-Навоса | 2.385         | 58.387               | 24,48                          | Сингатока              |
| Западни одељак            | 6  | Ра               | 1.341         | 29.464               | 21,97                          | Ваилека                |
| Северни одељак            | 7  | Матуата          | 2.004         | 72.441               | 36,15                          | Ламбаса                |
| Северни одељак            | 8  | Мбуа             | 1.379         | 14.176               | 10,28                          | ?                      |
| Северни одељак            | 9  | Такаундрове      | 2.816         | 49.344               | 17,52                          | Савусаву               |
| Централни одељак          | 10 | Наитасири        | 1.666         | 160.760              | 96,49                          | Насину                 |
| Централни одељак          | 11 | Намоси           | 570           | 6.898                | 12,10                          | Навуа                  |
| Централни одељак          | 12 | Рева             | 272           | 100.787              | 370,54                         | Сува                   |
| Централни одељак          | 13 | Серуа            | 830           | 18.249               | 21,99                          | Серуа                  |
| Централни одељак          | 14 | Таилеву          | 755           | 55.692               | 73,76                          | Наусори                |
| Зависна територија Ротума | 15 | Ротума           | 46            | 2.002                | 43,52                          | Ахау                   |
| Свега                     |    |                  | 18.074        | 837.271              | 45,82                          |                        |

## Рибарство
Прилично велики приходи се остварују продајом дозвола страним рибарима за лов у територијалним водама Фиџија. Развија се и комерцијални узгој рибе.

## Шумарство
Фиџи има 815 000 хектара шума, али су доступније шуме у потпуности посечене. Иако је 1987. забрањен извоз дебала, интензивно се сече у досад недирнутим шумама у унутрашњости.

## Рударство и енергетика
Добија се само злато у руднику Ватукоула на Вити Левуу. Планови о експлоатацији бакра код Намосија су прекинути из еколошких разлога.

## Туризам
Туризам је веома значајан извор девиза, иако је велики део туристичких капацитета у власништву страних компанија. Најважнији туристички центри налазе се на тзв. Коралној обали на Вити Левуу и на острвима Маманука испред Лаутоке.

## Индустрија
Традиционално су најважније шећерне и прерада рибе. Од преосталих индустријских грана постоји мало дрвне и хемијске индустрије и индустрије грађевинског материјала за домаће тржиште. 
После 1987. на острва је помоћу великих пореских олакшица привучен значајан страни капитал и отворен је низ фабрика текстила и одеће, али та делатност је последњих година запала у тешкоће због јаке конкуренције Кине и других азијских држава.

## Привреда
Фиџи има једну од боље развијених економија у Пацифику, највише због великих количина шуме, рибе и минерала. Данас се највише прихода остварује туризмом и извозом шећера. Главни град Сува, на острву Вити Леву је уједно и главна лука. Фиџи је познат по кристално чистим водама, коралним гребенима и пешчаним плажама због чега привлачи хиљаде туриста годишње.

## Природне и културне знаменитости
- Кадаву, 50 км дугачко и до 13 км широко острво око 100 км јужно од Суве. Брдовито и шумовито острво вулканског порекла са традиционалним фиџијским селима, плантажама и водопадима.
- Лаутока, град на северозападној страни острва Вити Левуа са већинским индијским становништвом. Џамија Јаме Моске, светиште сика, храм Шри Кришна Калија и ботаничка башта
- Тавеуни, 42 км дугачко и до 15 км широко острво испред југоисточне обале острва Вануа Левуа. Брдовито вулканско острво обрасло бујном тропском кишном шумом. Тешко доступна југоисточна обала са високим клифовима и многобројним водопадима. У источном делу се налази шумски резерват Таворо.
- Мбау, острвце испред југоисточне обале Вити Леува, у 19. веку главно пребивалиште поглавице Какобауа. Остаци некадашње луке, Какобауов град и гробови поглавица, најстарија црква на Фиџију.